# Смит и Джонс
«Смит и Джонс» — 1 эпизод 3 сезона британского научно-фантастического телесериалa «Доктор Кто».
В этом эпизоде мы впервые встречаемся с новой спутницей Десятого Доктора Мартой Джонс, которую сыграла британская актриса Фрима Аджимен.

## Сюжет
Марта Джонс — студент-медик. Она работает в больнице и однажды утром встречает странных людей в мотоциклетных шлемах. В больнице лежит пожилая женщина с недостатком соли в организме и мужчина, называющийся Джоном Смитом.
Неожиданно начинается дождь, идущий вверх, и здание больницы оказывается на Луне. Здание находится в открытом космосе в силовом поле, удерживающем кислород, но вскоре он кончится. На Луну приземляются космические корабли. Это джудуны — межгалактическая полиция, разыскивающая не-человека, совершившего убийство. Доктор невиновен, но он Повелитель времени, и ему грозит опасность, поскольку джудуны убьют любого, кто окажется «не-человеком».
Доктор и Марта решают найти преступника сами. Пациентка с недостатком соли оказывается плазмоедом, высасывает человеческую кровь главного врача, и джудуны регистрируют её как человека. Затем полицейские сканируют Доктора, но ему удаётся убежать. Чтобы оторваться, он целует Марту, оставляя нечеловеческий след и отвлекая этим джудунов. Доктор бежит в лабораторию, где находится плазмоед. Она готовит магнитный аппарат, который уничтожит всех людей на Земле. Доктор обманом заставляет плазмоедку выпить его кровь, и обман раскрывается. Джудуны перемещают здание обратно на Землю.
Доктор предлагает Марте одну поездку на ТАРДИС, и она соглашается.

## Производство

### Состав актёров
- Фрима Аджимен ранее играла Адеолу в серии «Армия призраков» (2006).
- Аджоя Андо играла сестру Джетт в серии «Новая Земля» (2006).
- Энн Рейд ранее играла в эпизоде с Седьмым Доктором «Проклятие Фенрика» (1989).
- Тревор Лэрд[англ.] ранее играл Фрекса в серии с Шестым Доктором (1986).

## Дополнительная информация
- Марта спрашивает Доктора, есть ли у него брат, и он отвечает: «Больше нет». Брат Доктора уже упоминался ранее в спин-оффе Джастина Ричардса, который редактировал Саймон Уинстон, редактор сценария к этому эпизоду. Имя брата или по крайней мере то имя, которое он использовал, был Ирвинг Браксиатель.
- Хотя Доктор узнаёт джудунов, это их первое появление во Вселенной Доктора Кто.
- Псевдоним «Джон Смит» был дан Доктору Джейми Маккриммоном и был использован Доктором несколько раз, прежде всего в его третьем воплощении. До этого эпизода последнее использование псевдонима было в серии «Встреча в школе», после — в сериях «Человеческая природа» и «Семья крови».
- В серии Доктор одет в ту же пижаму, что и в «Рождественском вторжении», которая первоначально принадлежала другу Джеки Тайлер, Говарду.
- Начиная с этой серии, Доктор носит попеременно с коричневым ещё и синий костюм.
- Марта вспоминает, как космический корабль врезался в Биг Бен (Пришельцы в Лондоне), события «Рождественского вторжения» и «Сбежавшей невесты». Также она говорит о смерти своей кузины Адеолы во время атаки киберлюдей (Адеолу в эпизоде «Армия призраков» играла также Фрима Аджимен).
- В одном из эпизодов Доктор хватает Марту за руку и говорит «Беги!». Так же он сделал с Розой в серии «Роза».
- Доктор шутливо просит молочный банановый коктейль. Он уже упоминался в «Доктор танцует» и «Девушка в камине».
- Доктор может сосредоточить всё радиоактивное излучение в своём ботинке и не пострадать от радиации, хотя слишком сильная доза излучения привела к регенерации Десятого и Третьего Докторов.
- События этого эпизода повторяются вновь в эпизоде 2008 года «Поверни налево», в котором Марта, Сара Джейн Смит, Люк Смит, Мария Джексон и Клайд Лэнгер не могут остановить плазмовора в параллельном мире, где Доктор умер во время событий эпизода «Сбежавшая невеста», утонув в потоке вод Темзы вместе с детьми Ракносс. Оливер Моргенштерн остался единственным выжившим человеком в больнице после этого события.
- Во второй части серии «Смерть Доктора» спин-оффа «Приключения Сары Джейн» Одиннадцатый Доктор называет своих спутников, Сару Джейн и Джо Джонс, Смит и Джонс, что является отсылкой к этой серии.